# Ivan Prtajin
Ivan Prtajin (* 14. května 1996) je chorvatský profesionální fotbalista, který hraje na pozici útočníka za německý klub 1. FC Union Berlín.

## Klubová kariéra
Prtajin začal svou kariéru v mládežnické akademii Primoracu. Poté, co hrál za mládežnické akademie Arbanasi a Trešnjevka, přestoupil v 16 letech do mládežnického týmu NK Záhřeb. Po dvou sezónách v mládežnickém týmu se v roce 2014 přesunul do italského klubu Udinese, kde se připojil k Udinese Primavera (rezervní tým). Za rezervu odehrál celkem 49 zápasů a vstřelil 22 gólů. Do prvního týmu se dostal jedinkrát a to jako náhradník při porážce 4:3 s Cagliari Calcio.
Na konci roku 2016 začal Prtajin trénovat s chorvatským klubem Hajduk Split. Za klub se objevil v řadě přátelských zápasů. V jednom z přátelských zápasů proti Jadranu vstřelil čtyři góly. S klubem nakonec podepsal smlouvu 18. ledna 2017. Svůj debut za klub si odbyl při vítězství 2:1 nad Slaven Belupo, kde v prodloužení vystřídal Ante Ercega.
V červnu 2024 se Prtajin upsal bundesligovému klubu Union Berlín.

## Osobní život
V červenci 2017 vypukl požár v Dugopolje, městě, kde trénovali hráči Hajduku Split. Prtajin se spolu s Tomou Bašićem, Josipem Juranovićem, Zvonimirem Milićem a Jerko Šeparovićem dobrovolně připojili k hasičům při hašení požáru.[zdroj⁠?!]